# Rio de la Madalena

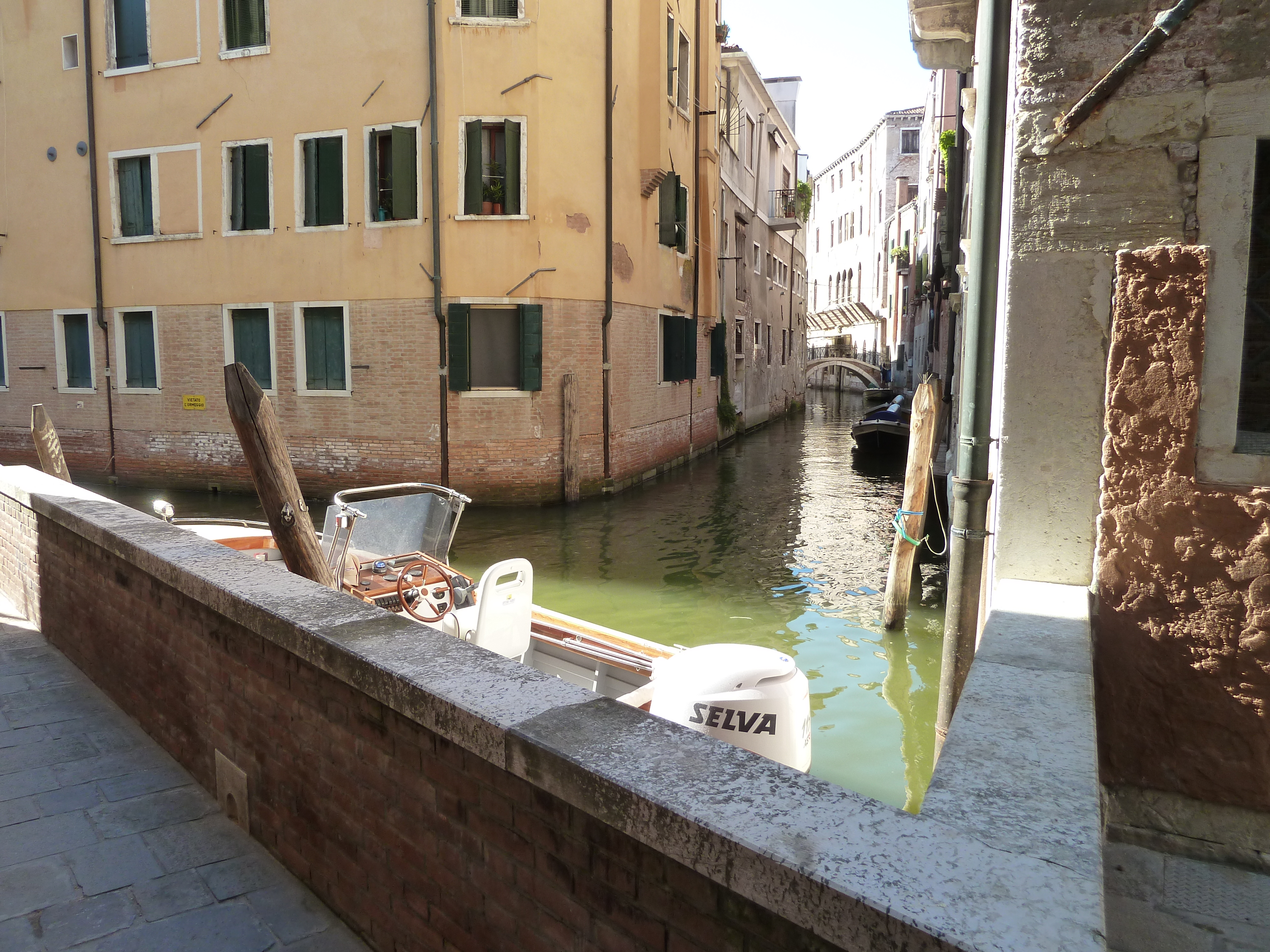
Le dernier virage du rio au campiello dei Fiori

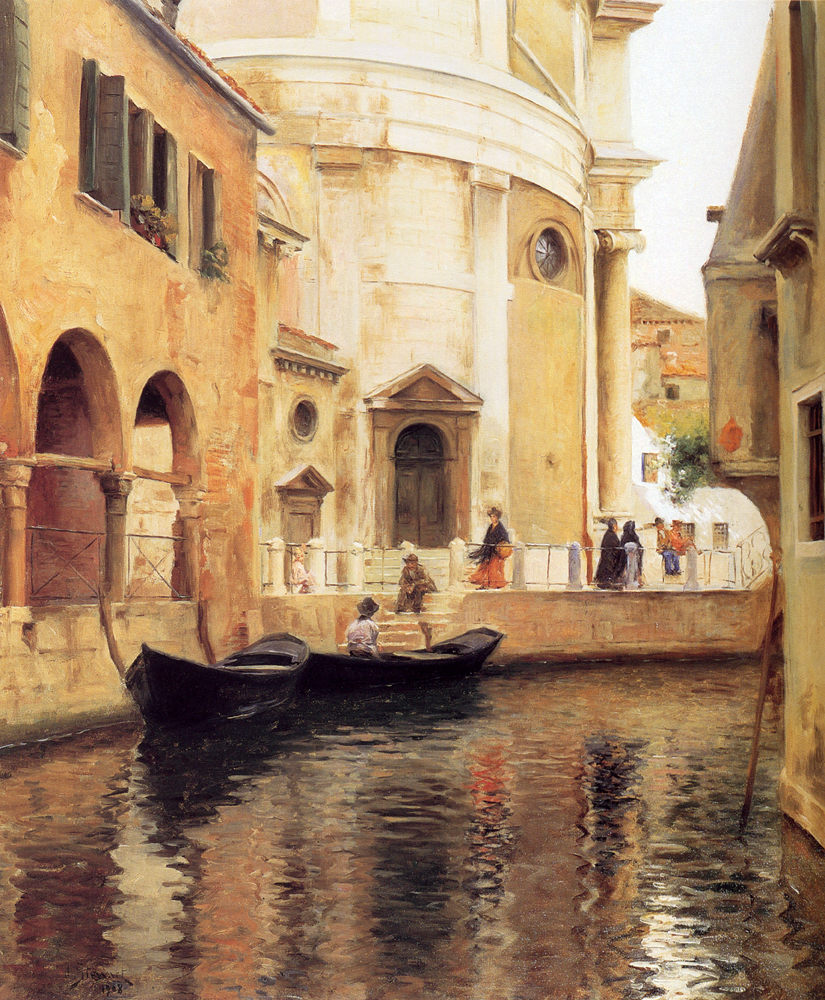
Rio et église de la Maddalena (J.Leblanc Stewart)

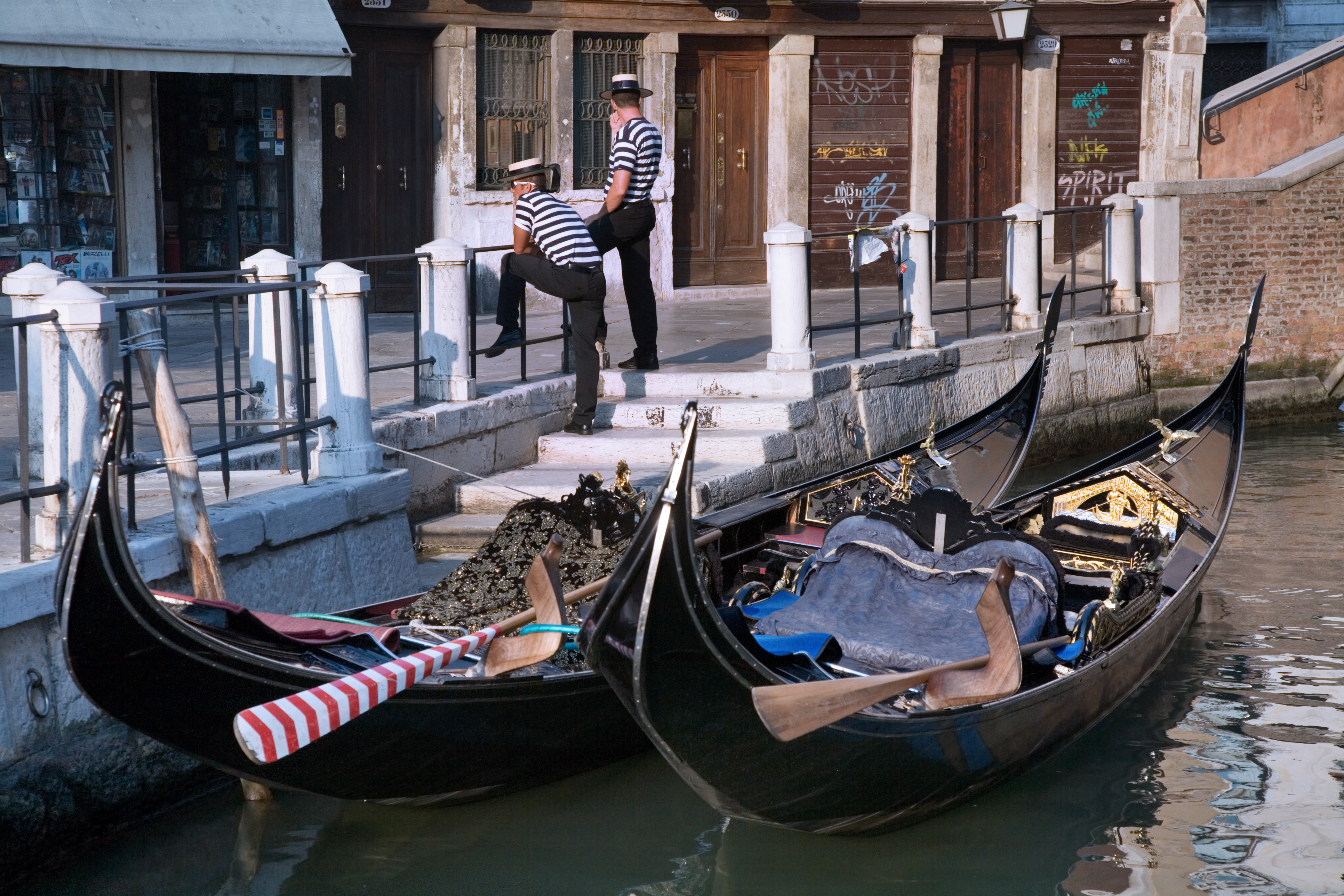
Gondoliers en attente le long du rio

Le rio de la Madalena (en italien rio della Maddalena; canal de la Madeleine) est un canal de Venise dans le sestiere de Cannaregio.

## Description
Le rio de la Madalena a une longueur de 228 mètres. Son extrémité nord se situe en face du palais Diedo, qui se situe au croisement du rio del Grimani, venant du nord-est, du rio dei Servi venant du nord-ouest et du Santa Fosca venant du sud-est. Ensuite, il serpente sous forme d'un grand S vers son embouchure dans le Grand Canal, d'abord sur 50 m en sens sud-ouest, sous le pont Sant'Antonio, ensuite en sens sud-est sur 118 m longeant le Campo de la Maddalena et passant sous le pont Correr et après le Campiello dei Fiori en sens sud-ouest en passant sous le pont de l'Ogio (huile) avant de rejoindre le Grand Canal après ses derniers 60 m.

### Rio terà de la Madalena
Ce rio terà fut créé dès 1398, par l'inhumation d'un canal qui passa près du clocher de l'église Santa Maria Maddalena.

## Origine
Le nom provient de l'église de la Madalena, proche.

## Situation
- Le rio de la Madalena débouche sur le Grand Canal entre les palais Molin Querini et les palazzati Barbarigo ;
- Il longe :
  - l'église de la Maddalena et son campo;
  - le Palais Correr Contarini.

## Ponts
Du nord au sud:

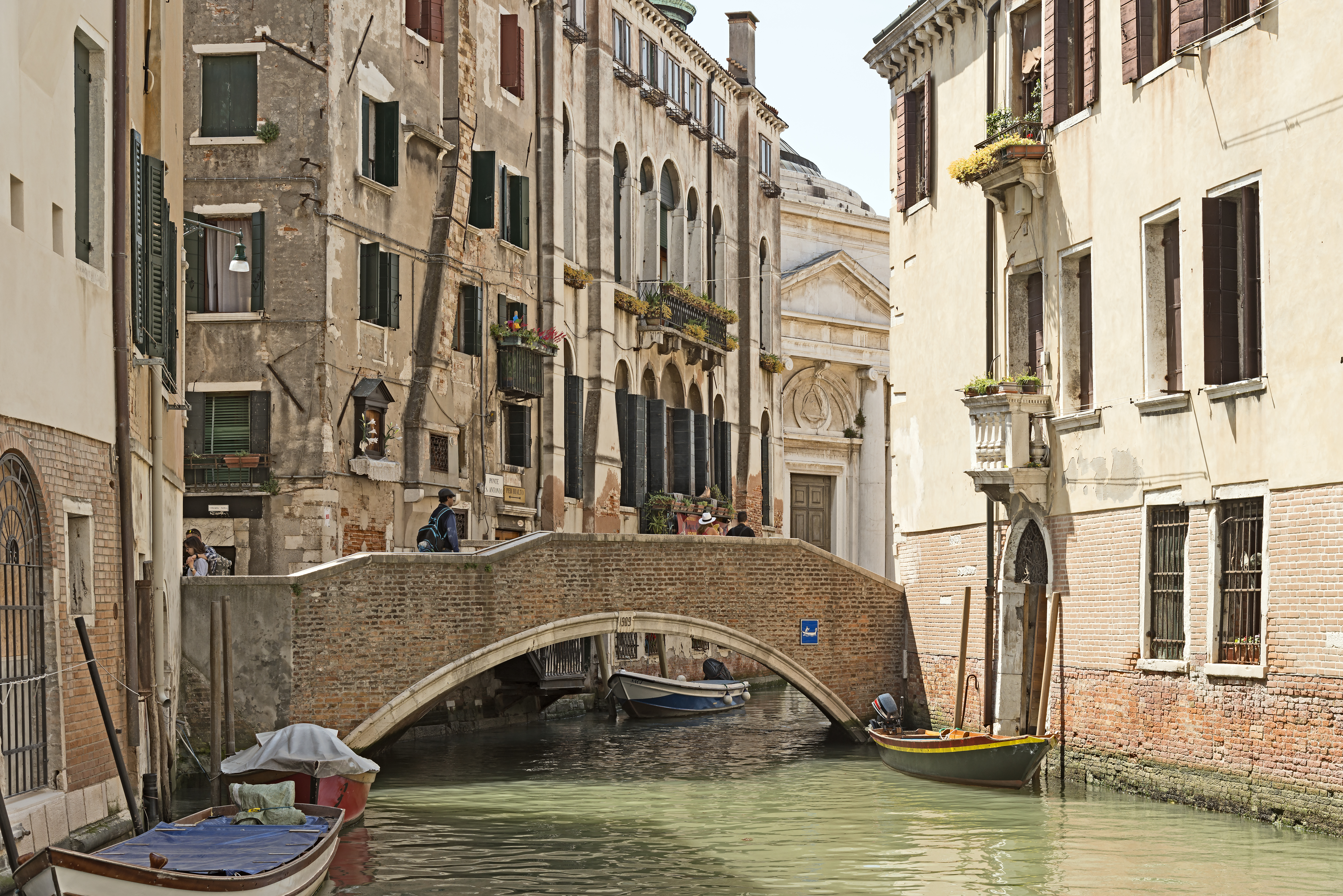
ponte Sant'Antonio[2], reliant Strada Nova et Rio terà de la Maddalena
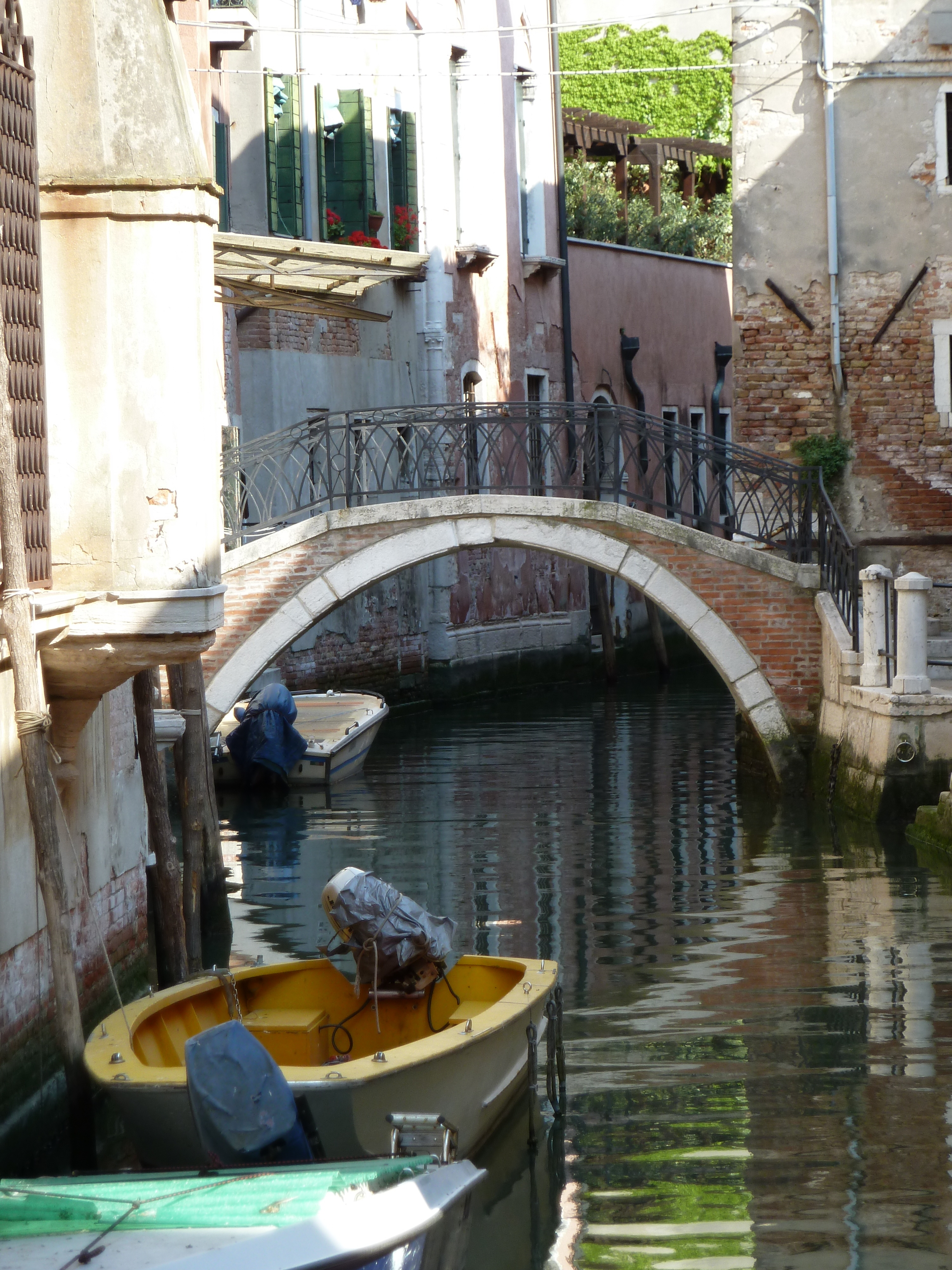
ponte Correr reliant la calle éponyme et le Fondamenta de le Colonete
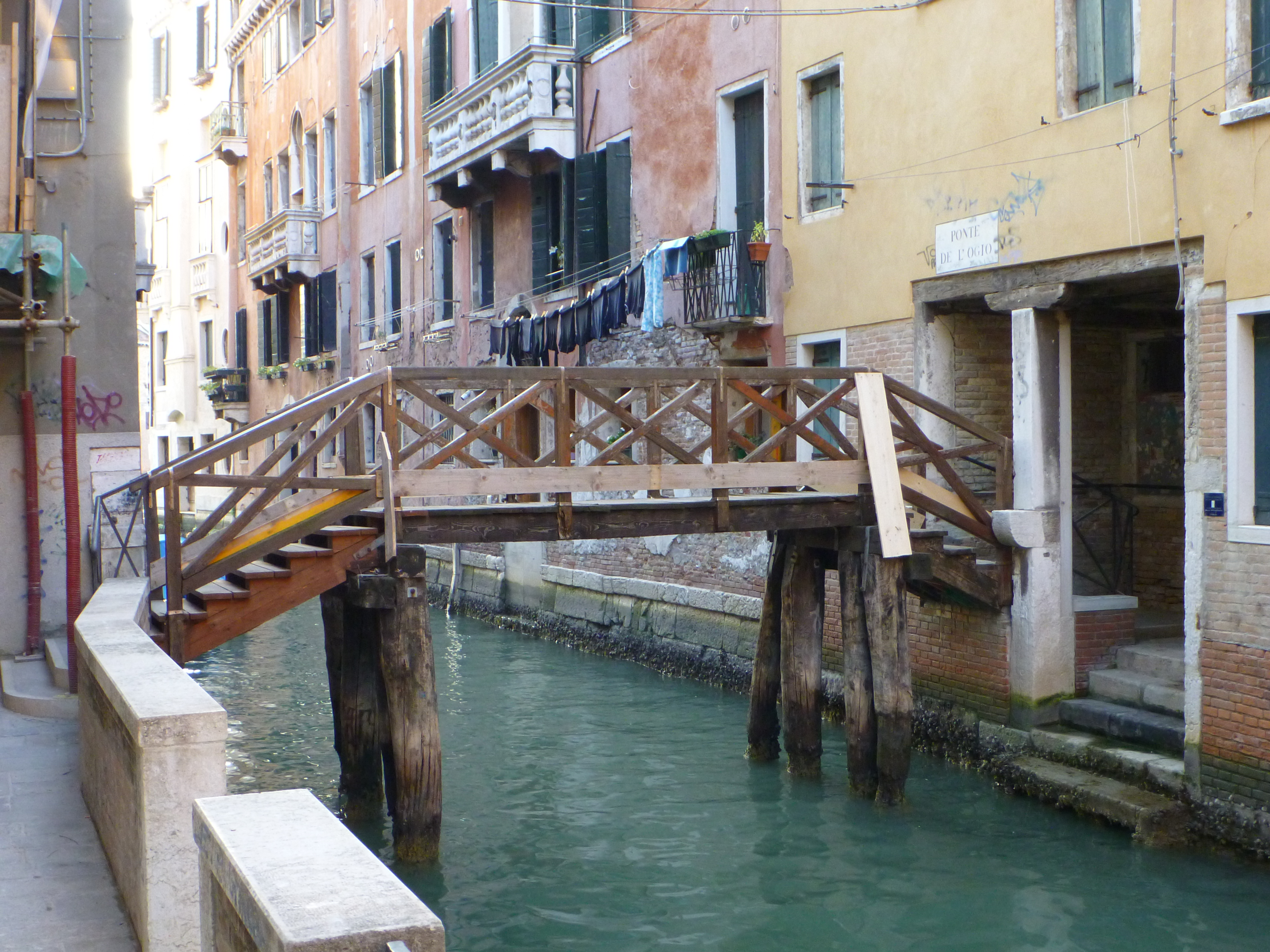
ponte de l'Ogio (ou Olio), reliant corte éponyme et Fondamenta dei Fiori